# Маарт
Ма́арт (нем. Maart, рус. дореф. Маартъ), мыза Ма́арду (эст. Maardu mõis) — бывшая рыцарская мыза (имение) в деревне Маарду волости Йыэляхтме уезда Харьюмаа, Эстония. Согласно историческому административному делению, относилась к приходу Йыэляхтме. В годы Российской империи находилась на территории Эстляндской губернии и относилась к приходу Егелехт. Более 170 лет до своего перехода в собственность государства мыза принадлежала старинному баронскому роду Бревернов.

## История мызы
Впервые мыза была упомянута в 1397 году (на нем. яз. Maart).
С 1529 года владельцами мызы было дворянское семейство Таубе (Taube); c 1647 года — Леннарт Торстенссон; c 1662 года — Якоб Хёппенер (Jacob Höppener); с 1663 года — Фабиан фон Ферзен (Fabian von Fersen, (1626–1677)); c 1715 года — императрица Екатерина I; с 1727 года — Густав Рейнхольд фон Лёвенвольде (Gustav Reinhold von Löwenwolde, (1693–1758)); c 1729 года — Херман Йенсен Бон (Herman Jensen Bohn); с 1747 года — Петер фон Бреверн (Peter von Brevern, (1711–1756)), после которого мыза принадлежала семейству Бревернов до её национализации государством в 1919 году; последним мызником был Отто фон Бреверн (Otto von Brevern).  

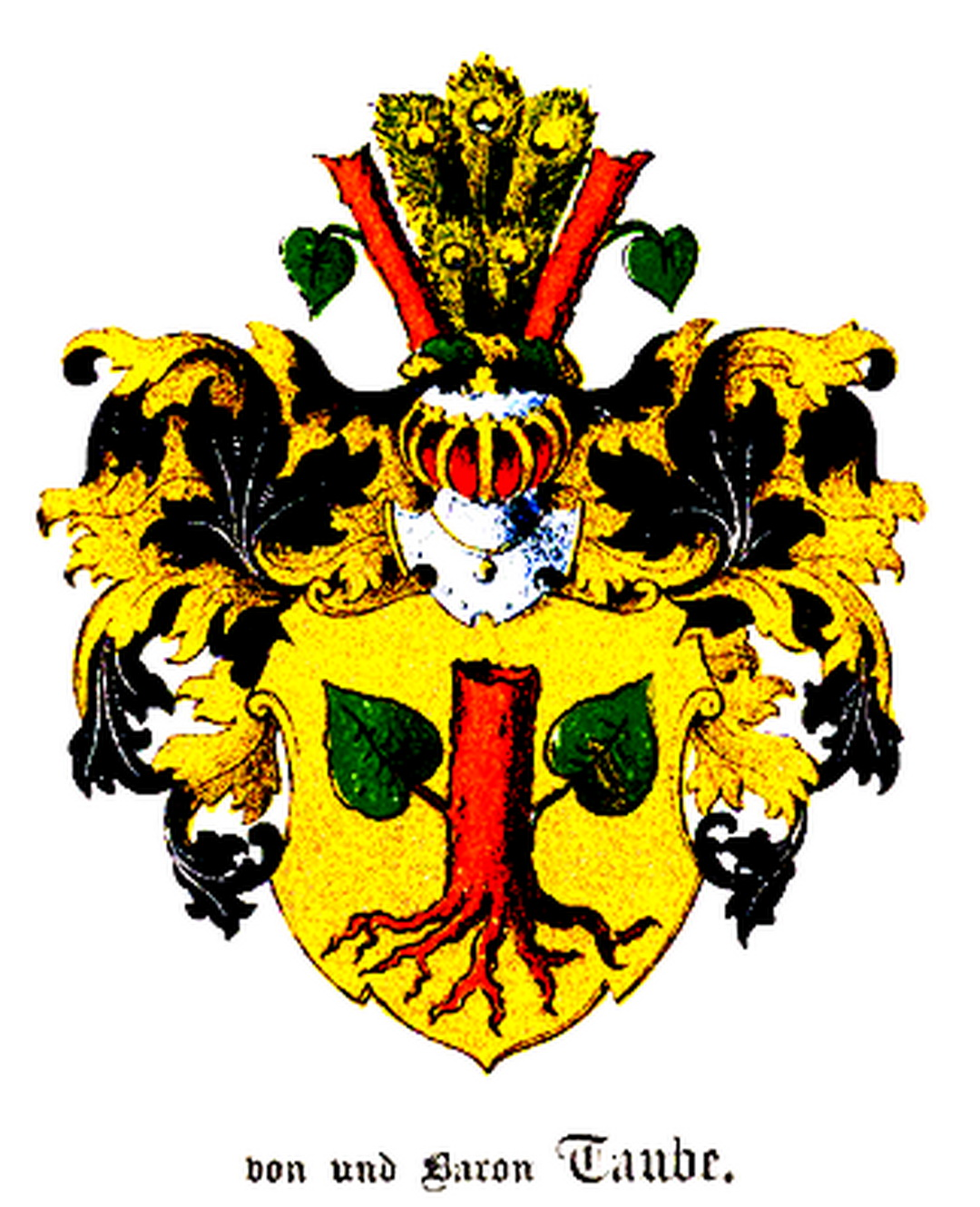
Герб рода Таубе
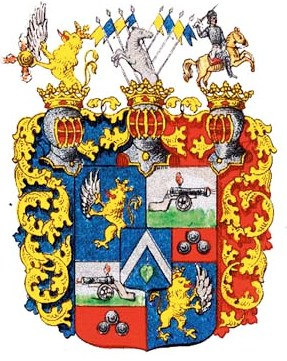
Герб графа Торстенссон
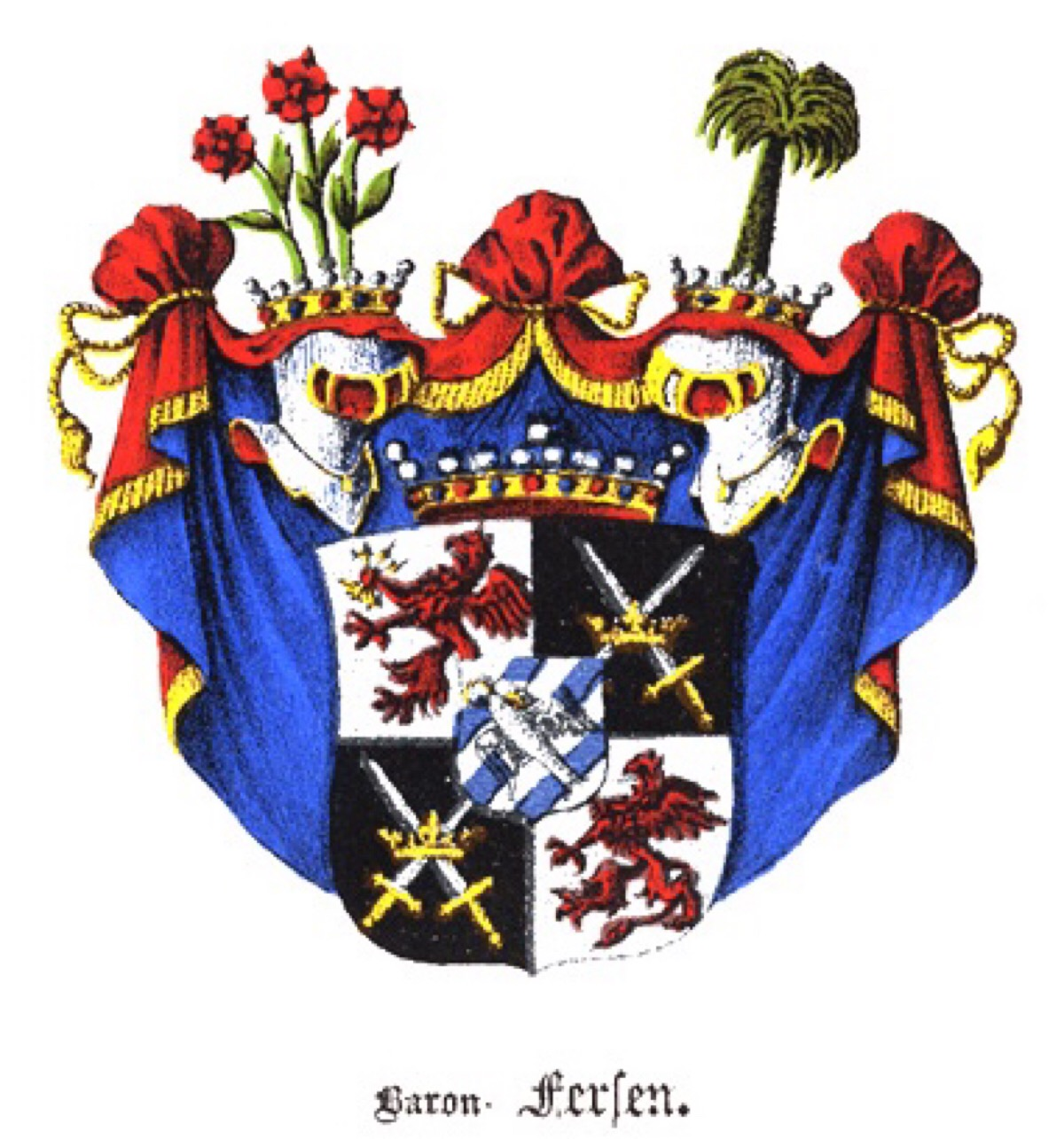
Герб баронов Ферзен
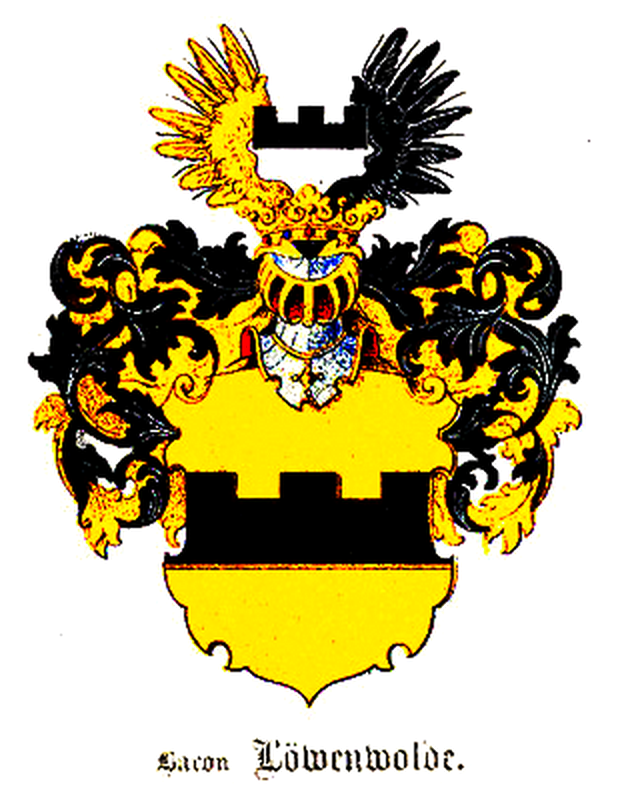
Герб баронов Лёвенвольде
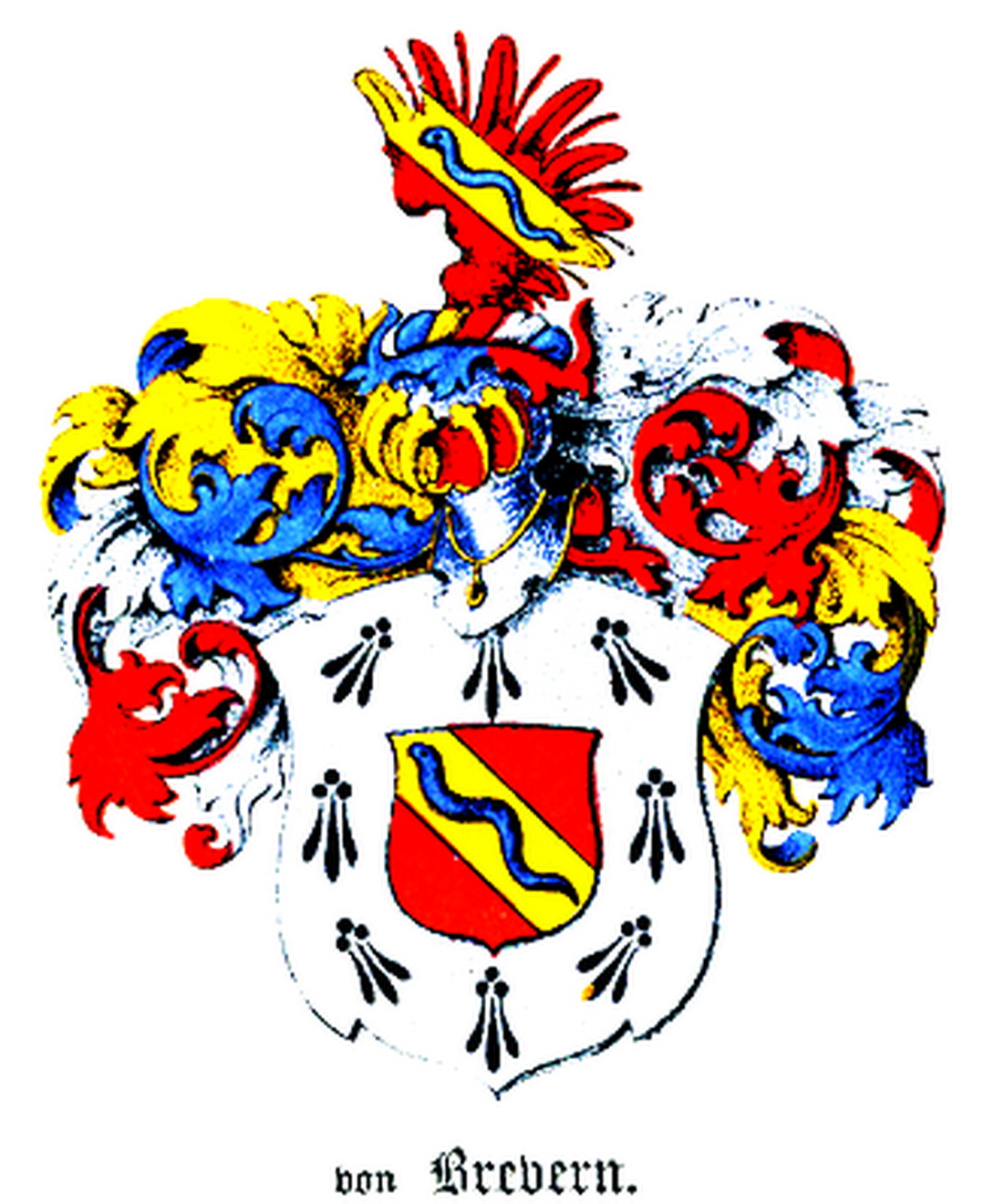
Герб Бревернов

На мызе останавливался царь Пётр Первый и его супруга Екатерина Первая.  
На военно-топографических картах Российской империи (1846–1863 годы), в состав которой входила Эстляндская губерния, мыза обозначена как мз. Маартъ.
До 1972 года в главном здании (господском доме) мызы работала Маардуская начальная школа, затем в нём располагался центр совхоза «Костивере». В 1976—1979-х годах совхоз реновировал здание мызы, и позже в ней располагался представительский центр  Таллинской показательной птицефабрики.
С 1992 года главное здание мызы принадлежит Банку Эстонии, который повторно его реновировал. В здании находится учебный центр, в котором проводятся как семинары, так и праздничные мероприятия.

### Интересный факт
Один из владельцев мызы — господин фон Бон — оплатил расходы на печать первой библии на эстонском языке и открыл 16 школ для эстонских детей, тем самым войдя в историю эстонского просвещения.

## Мызный комплекс
Каменное двухэтажное главное здание (господский дом) мызы в стиле барокко было возведено в 1660-х годах, когда мызой владел губернатор Риги Фабиан фон Ферсен.  Проект архитектора Якоба Штайля фон Хольштейна схож с проектами двух других эстонских мыз — Палмсе и Аа, возведённых в 17-м столетии, однако, в отличие от последних, мыза Маарду не была разрушена во время Северной войны.
В 150 метрах от главного здания мызы, в парке, находятся остатки старого кладбища, основанного семейством Бреверн. Число захороненных на нём людей неизвестно. Недалеко от мызы находятся развалины ветряной мельницы.
В 1997 году 8 объектов мызного комплекса были внесены в Регистр памятников культуры Эстонии как памятники архитектуры:
- главное здание мызы (18-20-е столетия)[8];
- колодец (19-е столетие)[9];
- каретник–конюшня (19-е столетие)[10];
- амбар-сушильня (19-е столетие)[11];
- хлев (19-е столетие)[12];
- парк (18-20-е столетия)[13];
- каменная ограда (18-20-е столетия)[14];
- аллея, ведущая к мызе (18-20-е столетия)[15].

## Галерея

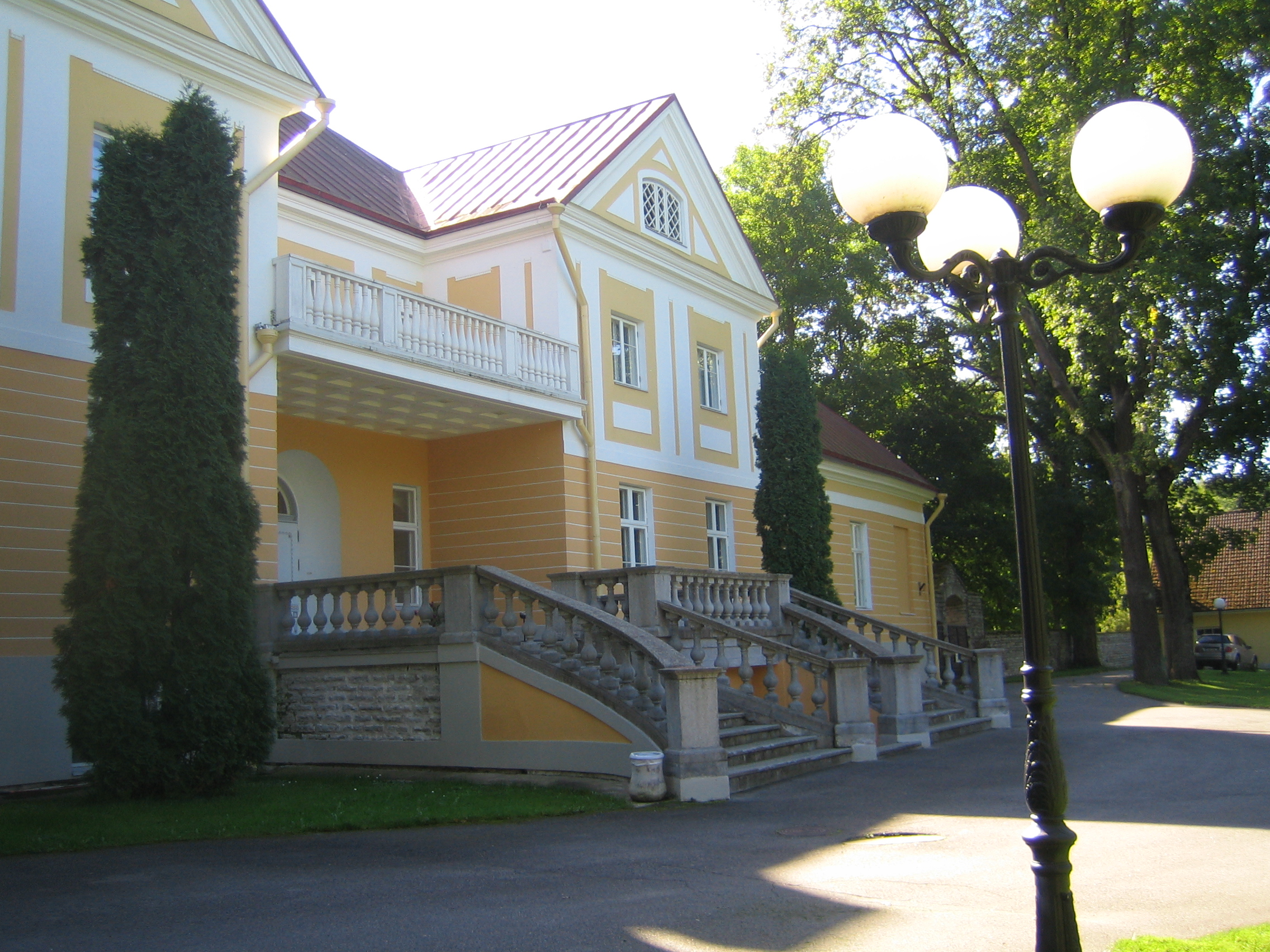
Вход в господский дом
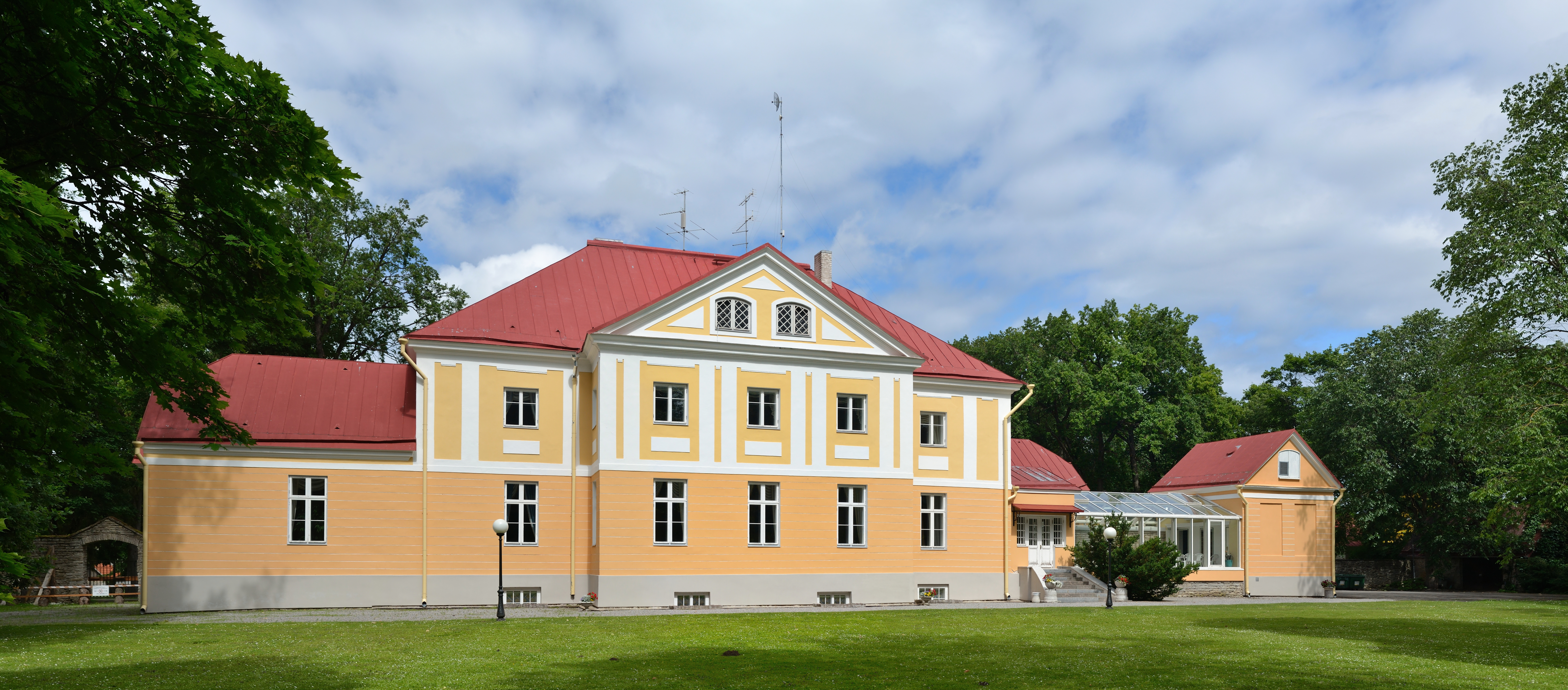
Задний фасад господского дома
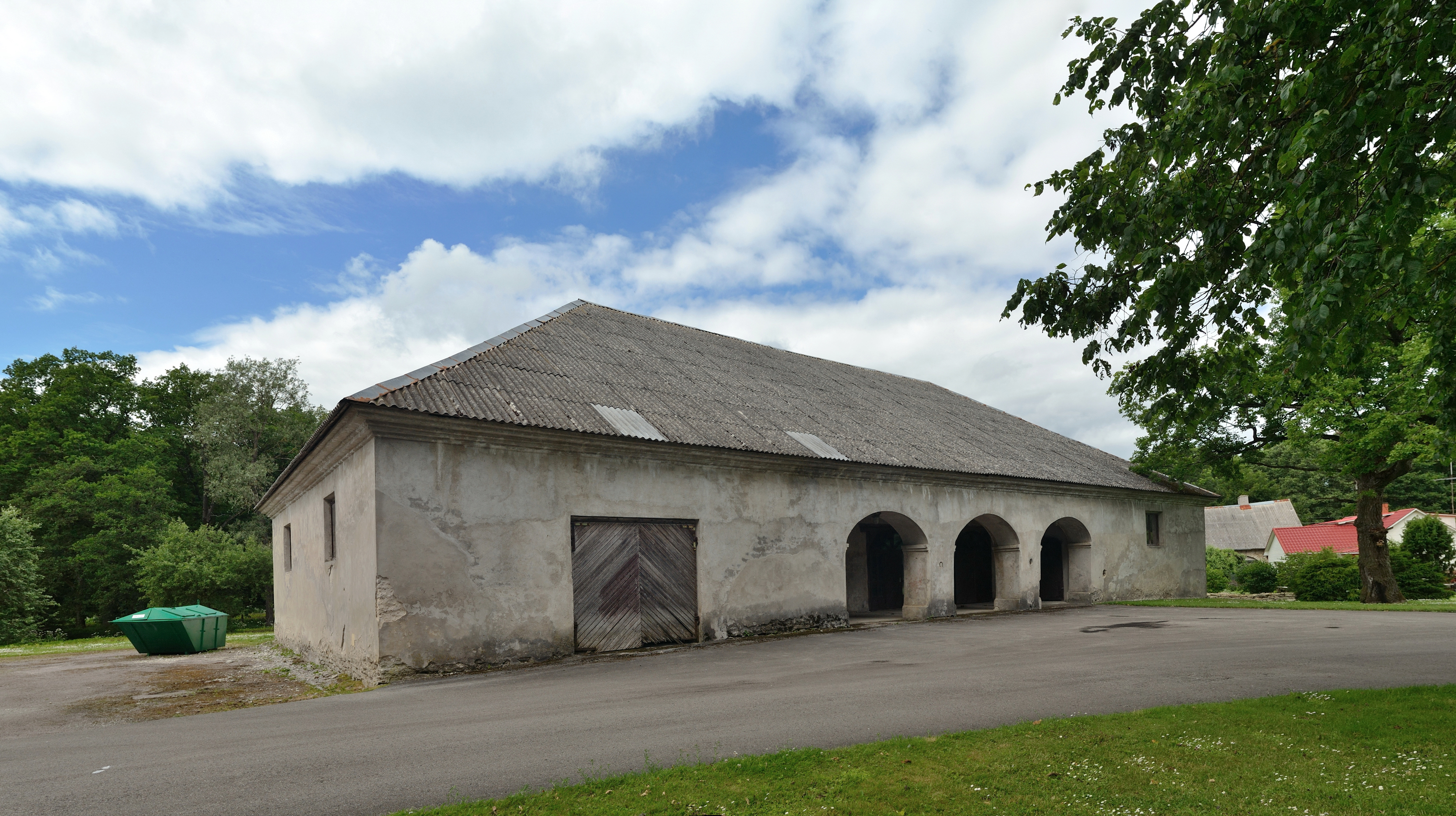
Каретник-конюшня
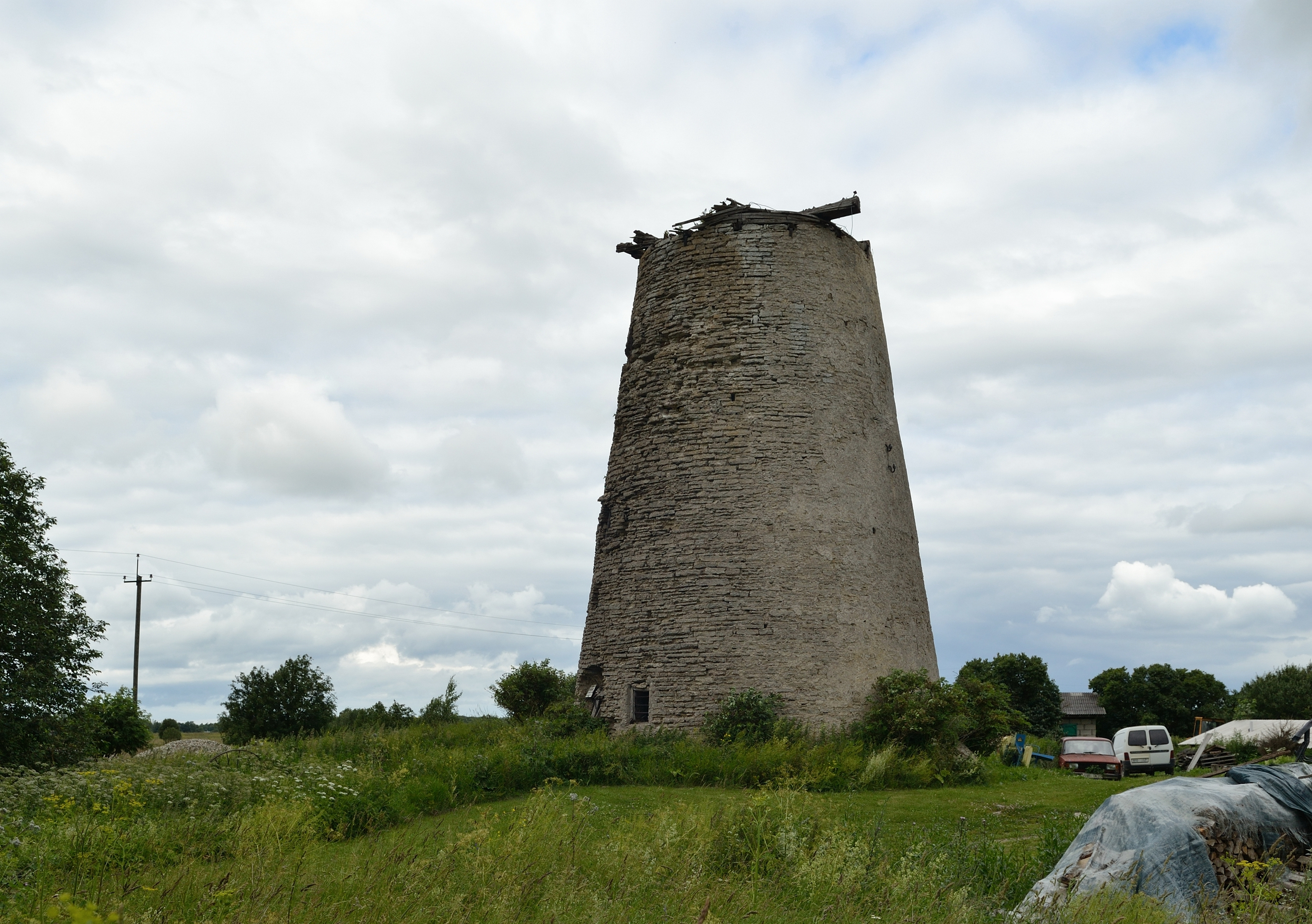
Развалины ветряной мельницы
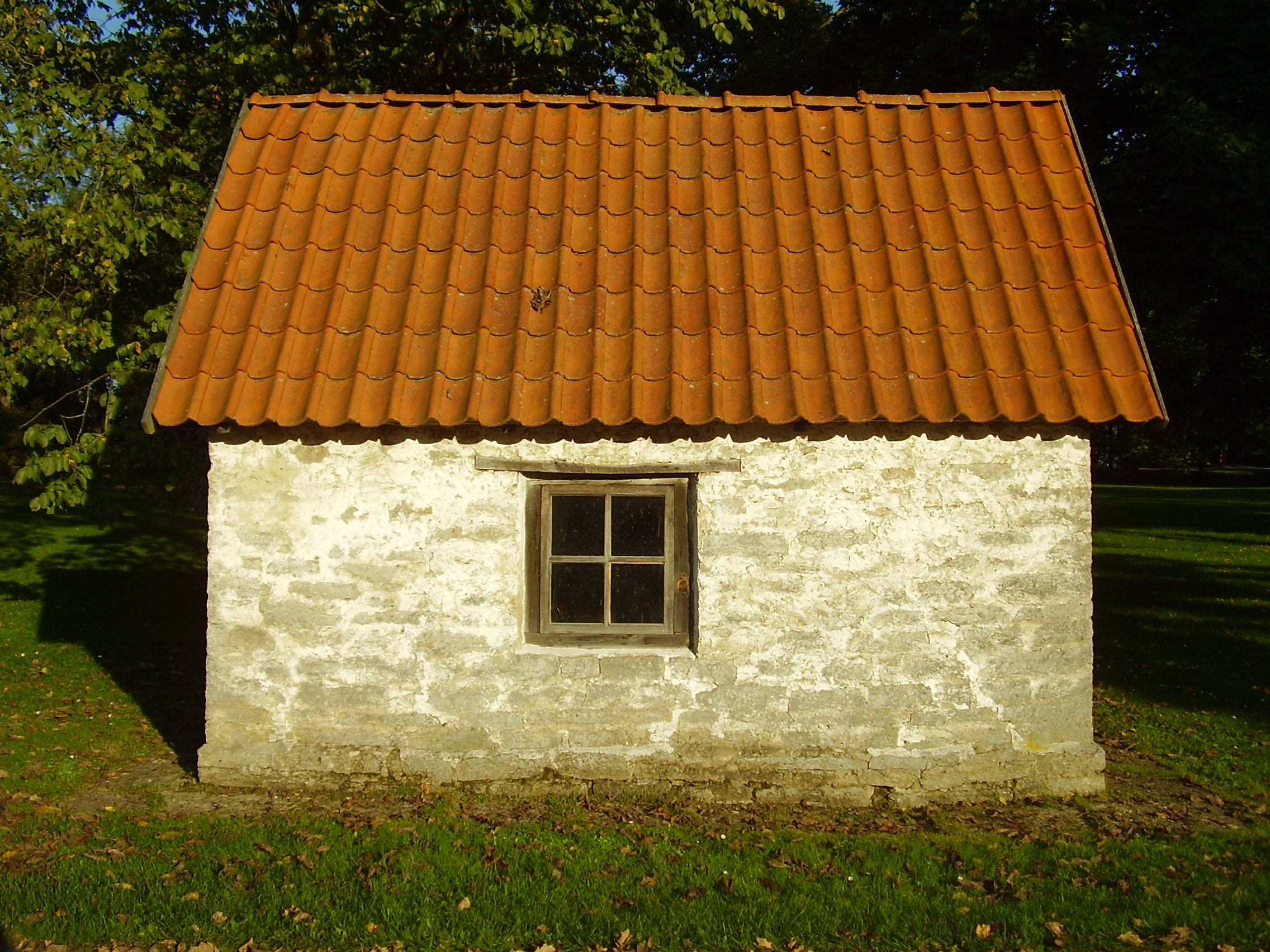
Колодец
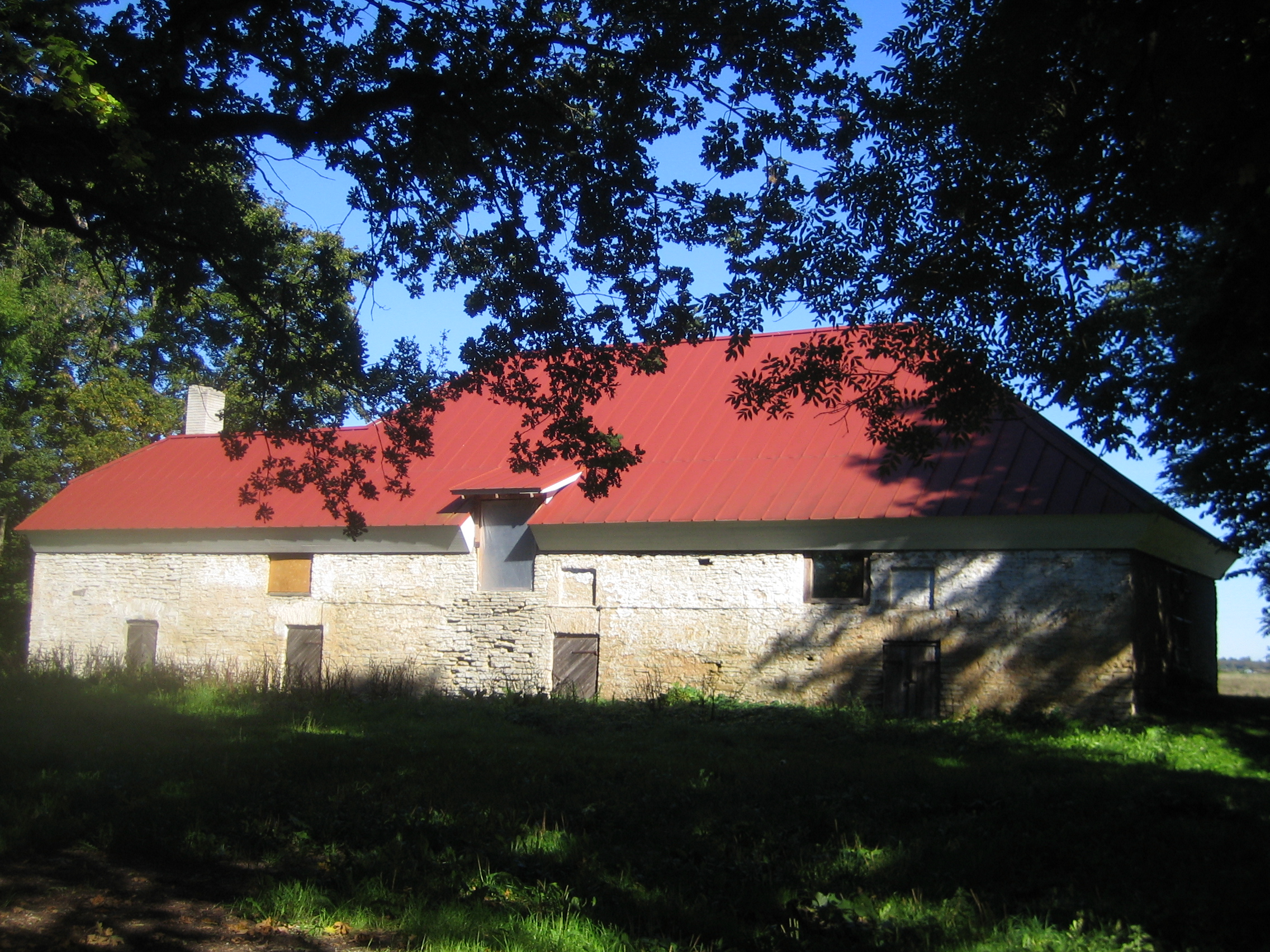
Амбар-сушильня
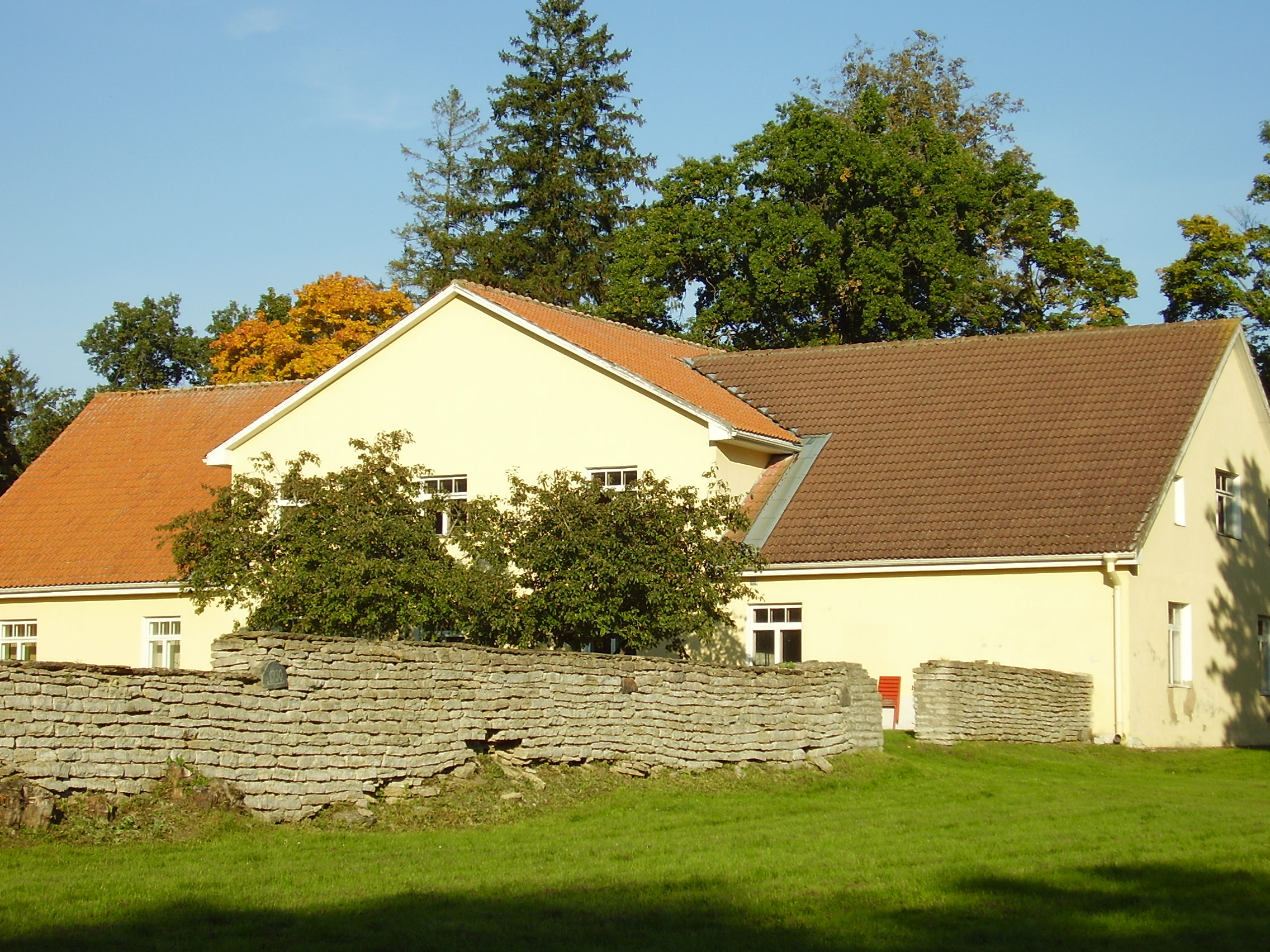
Мызная ограда